# Tanya Candler
Tanya Candler es una bajista, conocida por su participación en el grupo canadiense de Alternative metal, Kittie
Tanya fue la primera bajista de Kittie, y dejó la banda solo dos semanas después de que se finalizara la grabación de su álbum debut Spit, debido a problemas de salud. A pesar de ello, Tanya siempre ha gozado de gran renombre entre los seguidores del grupo, entre otros, por haber compuesto e interpretado la que fue la canción más conocida de la banda, "Paperdoll".
Tras dejar la banda, y ser reemplazada por Talena Atfield, tocó con los Candy Darlings. Actualmente, Tanya mantiene amistad con quienes fueron sus compañeras en Kittie, las hermanas Morgan Lander y Mercedes Lander, e incluso ha grabado un Impromptu con Fallon Bowman, antigua guitarrista del grupo y, fundadora de Amphibious Assault.